# 橘田恵
橘田 恵（きった めぐみ、1983年1月5日 - ）は、日本の女子野球選手、指導者。兵庫県三木市出身。仙台大学体育学部卒業。鹿屋体育大学大学院体育学研究科修了（体育学修士）。履正社医療スポーツ専門学校女子硬式野球部（履正社RECTOVENUS）初代監督。履正社高等学校女子硬式野球部監督。2017.2018年女子野球日本代表監督。

## 経歴
小学1年から、軟式の少女野球チーム「西神戸パワーズ」で野球を始める。小学4、5年時に、全日本女子軟式野球選手権大会小学生の部で、2年連続準優勝。中学では、ソフトボール部と軟式野球部を兼部し硬式野球ヤングリーグの神戸ドラゴンズにも所属した。神戸ドラゴンズの１年後輩に栗山巧、２年後輩に坂口智隆がいた。小野高校2年時には全日本代表チームの最終選考まで残った。高校時は硬式野球部に所属したが、「練習参加のみ」という条件付きで、正規部員ではないため、一度も公式試合には出場できなかった。それでも、硬式にこだわり続け、少しでも女性の野球部入部の可能性があった仙台大学に進学。入部後、男子と同じ練習をこなし、ついに仙台六大学リーグで初めての女性選手として、2001年8月24日東北福祉大球場で行われた秋季新人戦一回戦宮城教育大学との試合に、「9番・二塁手」で先発出場・公式戦デビューを果たす。
- 2002年12月には、オーストラリアビクトリア州ジーロンで行われた世界大会に出場し、盗塁王としてチームの3位に貢献した。
- 2003年10月に、アメリカ合衆国アリゾナ州で行われた女子硬式野球の24時間耐久野球24hours game for Africaに出場したのをきっかけに[4]2004年秋には仙台大同部を引退し、オーストラリアに単身渡り、日本人女子初、オーストラリア野球リーグに参加する。[5][6][7]女子リーグの強豪スプリングバル・ライオンズ（メルボルン）には、2005年3月まで所属し、一時帰国した後、2005年9月から2006年3月まで所属。
- 2005年1月にビクトリア州代表の選考会にも合格し、アメリカと並び女子世界最高峰といわれる全豪大会National Australian Women's Baseball Championships 2005に1番ショートとして全試合出場し、打率6割でMVPに輝いた[8]。
  - 2005年4月に帰国し、クラブチームの「ウェルネス東京」入りしたが、同年9月に再渡豪した。
- 2006年4月に帰国し、埼玉県花咲徳栄高等学校にて女子硬式野球部コーチとなった。保健体育教員。当時、同校と姉妹的チームであったクラブチーム「ハマンジ」にて選手としてもプレーした。
- 2008年4月から宮崎市南九州短期大学において女子硬式野球部コーチ。[9][10]2010年からは同監督を務めた。[11]
- 2011年3月：鹿屋体育大学大学院体育学研究科修了（体育学修士）
  - 2011年から国際野球連盟アスリート委員。[12]
- 2012年から履正社医療スポーツ専門学校女子硬式野球部（履正社RECTOVENUS）監督。[13]同校野球コース教員。
- 2013年8月、第９回全日本女子硬式野球選手権大会（愛媛県松山市）において履正社RECTOVENUSは創部２年目にして全国制覇を成し遂げた。[14]
- 2014年4月から履正社高等学校女子硬式野球部監督を兼任。一般社団法人全日本女子野球連盟理事。[15]
- 2017年4月、第18回全国高等学校女子硬式野球選抜大会（埼玉県加須市）において履正社高等学校を率いて初優勝を成し遂げた。[16]同年5月、女子野球日本代表監督に就任[17]。